# Волосся (міфологія)
Волосся у міфології — символ сили і гідності людини, долі, шляхетного походження чи високого соціального статусу, краси, молодості та цноти. Також символ магічних сил та зв'язку з дияволом.

## Символіка волосся

### Богатирська сила
Біблійна історія відбилась в билинах, де йдеться про богатиря Самсона, якого часто змішують зі Святогором. Коли дружина Самсона Даліла дізналася, що чоловік хотів її вбити, коли вона ще була дівчиною, вона почала вивідувати, в чому його сила. Самсон сказав: «У семи волосах янгольських» на його голові (Мих. Грушевський "Іст. у. л. IV, 220). Під час сну Самсона Даліла обрізала його волоссяі і він втратив усю свою силу.
Образ сильної людини, богатиря чи розбійника з «янгольськими волосами» на голові, що роблять його непоборним, став дуже популярним зокрема в Галичині. (Етн. Зб. НТШ. III. 20; XI, 39, 40). 

### Магічні сили
В Західній Європі також вірили, що магічна сила відьом та чарівників знаходиться у їхньому волоссі. Тому, наприклад, у Франції звинуваченим у відьомстві голили все тіло. Сумнозвісний інквізитор Шпренґер задовольнявся тим, що примушував голити тільки голову, але його завзятіший колега Куманус одного разу наказав виголити все тіло 47 жінкам перед тим, як стратити їх (Фрезер «Золота гілка», III, 268). У Шотландії говорили, ніби сам сатана запевняв своїх вірних, що їм нічого не станеться, «поки матимуть волосся на голові» (Рейнах «Міти…», IV, ст. 163).

### Доля
У тісному зв'язку з віруванням, що волосся має магічну силу, знаходиться й вірування, що доля людини, і зокрема її життя, залежить від її волосся. У билинах про Святогора-Самсона оповідається, що, коли він запитав Микулу про свою долю, той скерував його до коваля. Знайшовши його, Святогор довідався, що він саме кував два волоски — кому з ким одружуватись. Вказав він тоді і Святогорові його майбутню дружину (М. Грушевський «Іст. укр. літер» IV, 220).

### Гідність людини
Волосся ще й тим зв'язане з долею людини, що його доводиться часто обрізати. Для людини ж із магічним світоглядом все, що колись належало їй, підттримує й далі з нею так званий симпатичний зв'язок, і тому чимало уваги присвячується тому, щоб острижене волосся не потрапило в невідповідне місце, а особливо в руки відьом та ворожбитів, що могли б чарами над волоссям зашкодити людині чи навіть спричинити її смерть. Найкращим засобом проти цієї небезпеки було б зовсім не обстригати волосся. 
Довге волосся, внаслідок цих вірувань, набирало, як-от у Франції, значення королівської гідності. Наприклад, королі франків ніколи не стригли волосся. Коли б вони дали обстригти собі волосся, тим самим вони, за традицією, відмовилися б від трону. Коли брати Клотар і Хільдеберт змовилися, щоб заволодіти королівством їхнього покійного брата Клодоміра, вони захопили підступом у полон двох маленьких небожів, Клодомірових синів, і післали до їх матері, королеви Кльотильди в Парижі, посланця з ножицями і мечем. Посланець показав королеві ножиці і меч і запитав її, чи її діти мають бути обстрижені, чи мають вмерти. Королева відповіла, що воліє, щоб вони вмерли, ніж, обстрижені, втратили б право на королівство. І діти були страчені.
І в Україні довгий час довге волосся було знаком чоловічої (і тим паче жіночої) гідності. У «Руській Правді» кн. Ярослава Мудрого передбачено гостру кару тому, хто обстриже кому голову або бороду. І хоча у князя Святослава, коли він приїздив до візантійського імператора Цімісхія, голова була зовсім оголена, але «з одного боку висів довгий чуб, що означав значний рід…». Всі чоловіки з родини Святослава і князя Ярополка мають волосся, хоч обстрижене, але не дуже коротке, — його видно з-під шапки. А коли Андрій Боголюбський у 1172 р. прислав наказ Ростиславичам «вибиратися» з України на Берладь, Мстислав наказав «на сором» обстригти Андрієвого посла і відіслав його з відповіддю. Так почалась війна 1173 року.

### Жіноча краса
Довге волосся у дівчини було символом краси (див. Коса). Вступаючи в шлюб, наречена мусила принести в жертву своє волосся — вкрити його очіпком і ніколи більше не показуватися людям з непокритою головою, бо то було б непростимим кокетством і тому — соромом. Та найбільшим соромом було б «світити волосом» старшій жінці. У селі Борисівці на Валуйщині казали, що, кожна жінка, що у хмарний день «світить воілоссям» на дворі, так само, як і відьма, може розігнати хмари і викликати посуху. (Етн. 36. НТШ II, 36).

## Постриг як обряд приниження
Обстригання волосся, що практикувалося на злочинцях проти віри, чарівниках і відьмах, могло поширитися й на інші категорії «злочинців». 
В українській народній поезії остригти косу дівчині значило завдати їй страшної ганьби. Тим більше, що обрізали косу дівчатам і за втрату цноти.
Звичай обстригання за мужолозтво, за свідченням Тацита, зустрічався ще у давніх германців. У XVIII ст. цей звичай ще існував у Німеччині. Може бути, що звичай стриження волосся як кара прийшов в Україну з Німеччини. На Київщині у XIX ст. ще практикувалося водіння винних у мужолозтві по вулиці села, при чому їм часто обстригали голову.

### Обрядовість обстригання волосся
Коли звичай стригти волосся все ж бере гору, саме остриження обставлялося різними обрядами, що мали б берегти від небезпек, зв'язаних із постригом. Проте і вже обстрижене волосся небезпечне для людини, бо може стати знаряддям чар. Тому, наприклад, коли сіамському хлопцеві обстригали волосся, клали його в човничок із бананового листя і пускали за водою в найближчій річці. Сіамці вірять, що таким чином не тільки волосся буде в безпеці, але що із ним разом попливе і все те недобре, що може бути у вдачі дитини. 
В Україні радили обстрижене волосся також кидати в річку, або спалити. На Звенигородщині стрижене волосся пускали за водою, а подекуди його спершу заліплювали у тісто і запікали, а потім давали дитині те печиво розломити, причому дитина мала сказати: «Погане!», а потім теж пустити за водою, — «щоб голова здорова була». Тут вже додається й народне пояснення, що випливає зі символіки води як здоров'я (Ястребов в Кіевс. Стар. 1895, X, 1-2).

### Забобони та народні вірування
Якщо пташка віднесе обстрижене волосся у своє кубло, то у людини болітиме голова (Проф. Сумцов в Кіевс. Стар. 1889, XII, 585-88). Ястребов також записав вірування, що «подекуди волосся від дівчат кладуть під стріху, щоб ворона не унесла, бо тоді волосся не ростиме» (там же, 189й, X, 2). Так само і в гуцулів говорили, що коли миші забирають обрізане волосся, щоб зробити собі з нього гніздо, то у людини, якій те волосся належало, болітиме голова. Подібне забобонне вірування існувало і в Німеччині, і в Сасексі в Англії. (Фрезер «Золота галузка», І, 19). В Норвегії натомість твердили, що обрізане волосся збирали кажани і відносили їх чортам, які таким чином набирали великої сили над людьми, яким те волосся належало. Тому там радили стригти волосся під час Служби Божої і негайно закопувати в землю або палити. Ще в давній Авесті сказано, що той, хто стриже волосся, або нігті, і кидає після себе обрізки, сприяє розмноженню нечистої сили. Тому, хто стриже волосся чи нігті, мусить занести обрізки на 20 кроків від вогню, на 30 від води, і там закопати в землю так глибоко, як тільки можливо (К. Ст. 1889, XII, 588).

### Зберігання волосся до воскресіння
Іноді волосся та нігті закопують чи інакше зберігають не тільки щоб вони не потрапили у руки небезпечних шкідників, але й для того, щоб власник міг їх відразу відшукати під час загального воскресіння мертвих. Так, вірмени переховують обрізане волосся, нігті та зуби у головних стовпах хати чи у дуплах дерев, і навіть у мурах церков, вважаючи, що вони будуть потрібні у день воскресіння тіла. Таке ж вірування є навіть у далеких, давно вимерлих південно-американських інків (Фрезер «Золота гілка» І, ст. 398-94). Зустрічається воно і у нас. Так, на Гуцульщині у Шухевича читаємо: — "У місяць по родинах стрижуть дитині волосся, аби росло найгуще й аби було файне. Мати бере дитину на руку, кладе волосся у вугол хати і каже: — «Дивися, де я кладу волосся, абись на тім світі знов знало відки його взяти…» (ст. 8).

### Поховальні обряди
У Галичині, як тільки розносилася вістка про чиюсь смерть, одразу ж усі дівчата, споріднені з покійником, розплітали волосся: «аби йому дорога не була заплетена на той світ». Отже, тут народне пояснення ґрунтується на загально поширеному віруванню у затримувальну чи гальмівну силу всяких вузлів (див. Вузол). Також цікава й загальна символіку цього акту: «Розпущення волосся — це символ покути і горя, відречення, що в них не можна думати про красу та естетику» (Ронкетті «Словник Символів» стор. 766). Цікаво, що у Карпатській Україні чоловіки, коли в їхній хаті є покійник, «ходять без капелюха», тобто без будь-якого головного убору (Етн. 36. НТ-Ш, II, 24).
Проте, ходження з непокритою головою на знак жалоби не поширюється на одружених жінок, — вони і в цьому випадку мусять мати покриту голову, як знак упокорення чоловікові. Скоріш за все звичай покривання волосся в Україні походить із християнської культури, — наприклад, в Італії й досі рідко жінка зайде до церкви без хустки: цей звичай виводять із навчання ап. Павла: «Усяка жінка, що молиться, або пророкує, не покривши голови, осоромлює голову свою; одно ж бо воно й те саме, якби була обголена… Чоловік бо не має покривати голови, образом і славою Божою бувши, жінка ж — славою чоловіка. І не сотворено чоловіка ради жінки, а жінку ради чоловіка. Тому і мусить жінка знак власти мати на голові ради янголів…» (І. Коринт. XI, 5-10).